# Triaxomera baldensis
Triaxomera baldensis är en fjärilsart som beskrevs av Petersen 1983. Triaxomera baldensis ingår i släktet Triaxomera och familjen äkta malar.
Artens utbredningsområde är Italien. Inga underarter finns listade i Catalogue of Life.